# Ancienne ville de Ghadamès
L'ancienne ville de Ghadamès ( en arabe : مدينة غدامس القديمة  ) est la partie ancienne de la ville de Ghadamès, en Libye et l'une des principales villes du désert de Libye. Appelé la " perle du désert ", le site est inscrit au patrimoine mondial de l' UNESCO depuis 1986.

## Architecture

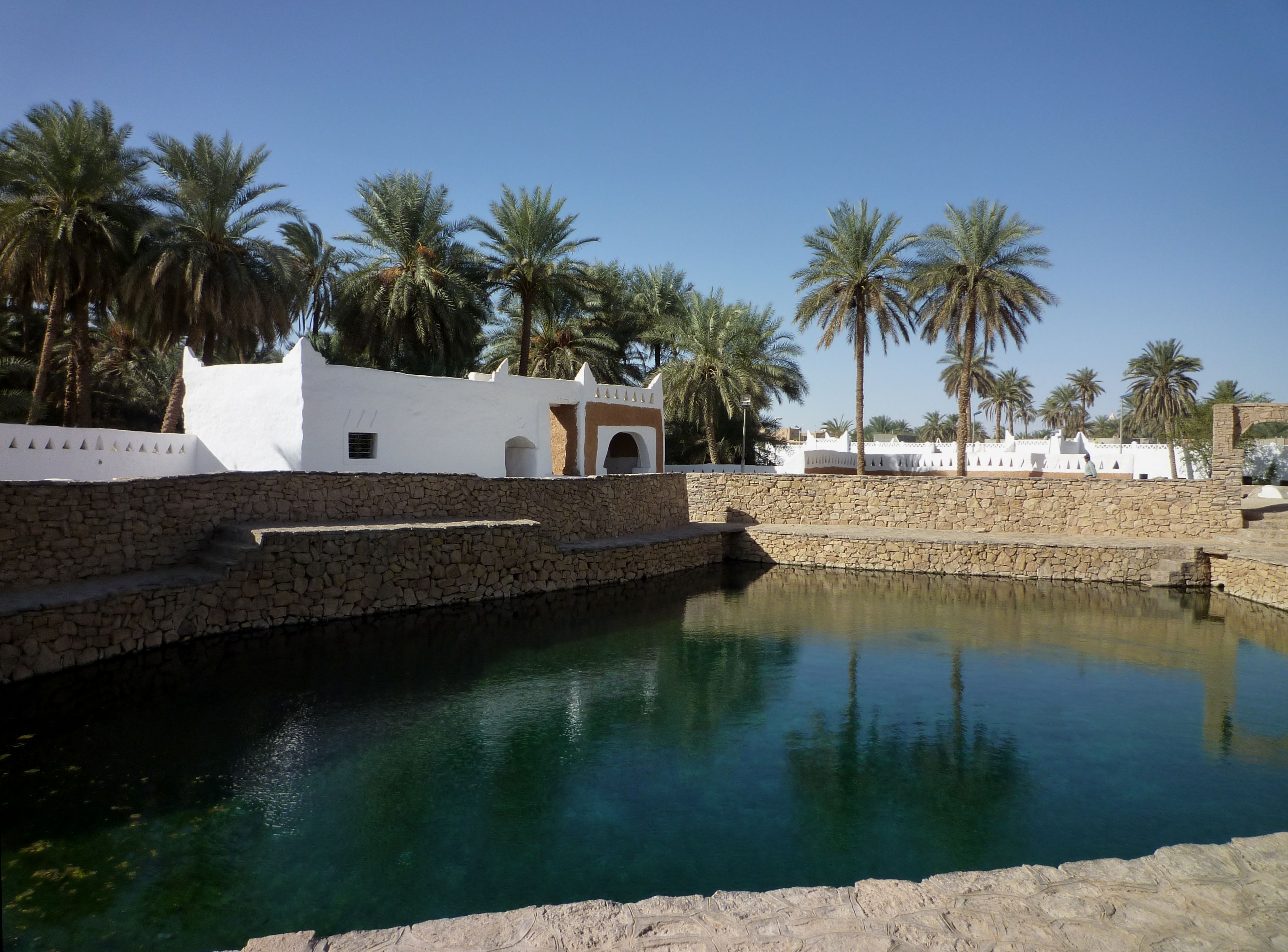

Bâtie dans une oasis, Ghadamès, « la perle du désert», est une des plus anciennes cités présahariennes et un exemple exceptionnel d'habitat traditionnel. Son architecture domestique se caractérise par les différentes fonctions assignées à chaque niveau : rez-de-chaussée servant de réserve à provisions, étage familial surplombant des passages couverts aveugles qui permettent une circulation presque souterraine dans la ville et terrasses à ciel ouvert réservées aux femmes.

## Patrimoine mondial en péril
En 2016, le site a été inscrit sur la liste du patrimoine mondial en péril, en raison du conflit armé dans le pays.

## Sources
Cet article intègre du contenu sous licence libre.  Licence sous CC-BY-SA IGO 3.0 déclaration de la licence. Texte tiré de Ancienne ville de Ghadamès,   UNESCO. https://whc.unesco.org/.  